# 烏克蘭柴可夫斯基國立音樂學院

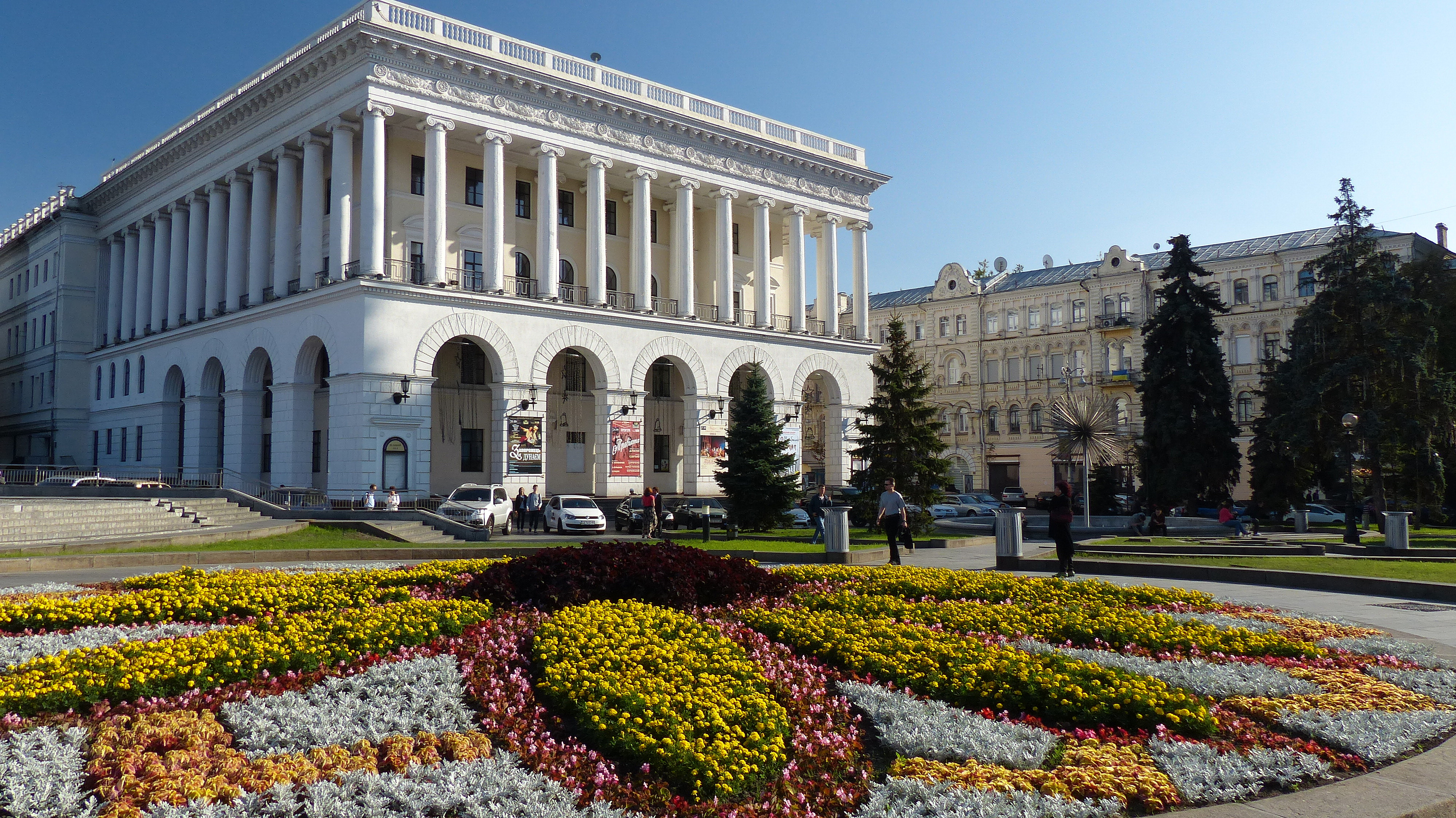
乌克兰国立音乐学院

烏克蘭柴可夫斯基國立音樂學院（羅馬化：Natsionalna muzichna akademiia Ukrainy imeni P. I. Chaikovskoho，縮寫：НМАУ），前稱基辅音乐学院，是一家位於烏克蘭首都基輔的国立音乐学院。